# Aysh-ke-bah-ke-ko-zhay
Aysh-ke-bah-ke-ko-zhay (ou Aish-Ke-Vo-Go-Zhe, de Eshkibagikoonzhe, qui signifie "[oiseau] avec un bec vert comme une feuille d'arbre" en langue Ojibwé; aussi connu sous le nom de Gueule Plate, un surnom donné par les commerçants français de la fourrure) était un chef Ojibwé puissant qui a voyagé en 1855 à Washington pour négocier la cession de 40 000 km2 dont les hauts bassins versants du Mississippi dans le nord du Minnesota.  
« Dites lui que je le rends responsable des enfants que nous avons perdus, de la maladie dont nous avons souffert, et de la faim que nous avons supporté. La faute repose sur ses épaules.» - Aysh-ke-bah-ke-ko-zhay, Ojibwé du Leech Lake a ainsi parlé du gouverneur territorial Alexandre Ramsey.